# Viviane Forrester
Viviane Forrester (* 29. September 1925 in Paris als Viviane Dreyfus; † 30. April 2013 ebenda) war eine französische Schriftstellerin, Essayistin und Literaturkritikerin.

## Leben und Werk
Forrester arbeitete in Paris als Literaturkritikerin für Le Monde, Le Nouvel Observateur und La Quinzaine littéraire. Als Kunst- und Literaturkritikerin ist sie vor allem mit Arbeiten über Vincent van Gogh und Virginia Woolf hervorgetreten.
International bekannt wurde die Autorin durch ihr erstes politisches Buch Der Terror der Ökonomie (L'horreur économique) (1996), das rasch zum Bestseller und bisher in 27 Sprachen übersetzt wurde. Darin schilderte sie Missstände in den Banlieues der Großstädte und plädiert für eine Abkehr vom Neoliberalismus. Sie stellte grundlegende Fragen über die Bedeutung von Begriffen, die nach ihrer Ansicht zwar permanent benutzt, aber gemeinhin nicht hinterfragt werden, z. B. über die Bedeutung des Begriffs Wettbewerbsfähigkeit. Sie beklagte, dass Wirtschaftsunternehmen staatliche Leistungen zur Schaffung von Arbeitsplätzen erhalten, ohne dass dafür Gegenleistungen in Form von Arbeitsplatzgarantien erbracht werden müssen.
Viviane Forrester war Mitglied bei attac. Sie war mit dem Maler John Forrester verheiratet.

## Ehrungen
- 1997: Commandeur des Ordre des Arts et des Lettres[2]

## Schriften
- La violence du calme, 1980
- Van Gogh oder das Begräbnis im Weizen, frz. 1983, dt. Hamburg 2003
- Mains, 1988
- Der Terror der Ökonomie, frz. Paris 1996, dt. Wien 1997
- Die Diktatur des Profits, frz. Paris 2000, dt. München, Wien 2001